# Les Hommes du président (film)
Pour les articles homonymes, voir Les Hommes du président.
Pour plus de détails, voir Fiche technique et Distribution.
Les Hommes du président (All the President's Men) est un film américain réalisé par Alan J. Pakula, sorti en 1976. Il s'agit de l'adaptation du livre Les Hommes du président de Bob Woodward et Carl Bernstein, les deux journalistes qui ont enquêté sur le scandale du Watergate, pour le compte du Washington Post, ce qui a eu pour conséquence la démission du président américain Richard Nixon.
Les Hommes du président est l'un des nombreux films au cinéma racontant les péripéties d'un journalisme d'enquête, toujours cité comme une référence un demi-siècle plus tard.

## Synopsis
En juin 1972, cinq personnes entrent par effraction dans le quartier général du Parti démocrate, situé dans l'immeuble du Watergate à Washington. Un gardien de la sécurité découvre une porte déverrouillée, refermée avec du ruban adhésif. La police, prévenue, se rend sur les lieux et arrête les cambrioleurs.
Le lendemain de leur arrestation, le jeune journaliste Bob Woodward, du Washington Post, découvre que les cinq prévenus, quatre Cubains et James McCord, ancien agent du FBI et de la CIA, avaient un équipement pour placer des micros. Ils ont tous un lien avec la CIA, et ont le même avocat, refusant ceux qui ont été commis d'office. Woodward relie les cambrioleurs à Howard Hunt, membre du Comité pour la réélection du Président et à Charles Colson, conseiller juridique de la Maison-Blanche de Richard Nixon, président des États-Unis sortant et candidat à l'élection présidentielle de 1972.
Woodward et Carl Bernstein, autre journaliste du Post qui s'intéresse également à cette histoire, s'associent pour enquêter sur cette affaire. Grâce à plusieurs témoignages de personnalités plus ou moins impliquées dans le scandale, ils vont remonter jusqu'aux plus hautes sphères de la politique, dont le président Nixon. Guidés dans leurs investigations par un informateur anonyme, surnommé par leur chef d'édition « Gorge profonde », ils contrecarrent les manipulations et falsifications du pouvoir, provoquant par leurs articles l'ouverture d'une enquête sénatoriale indépendante, qui a pour conséquence la condamnation des responsables et la démission du président des États-Unis.

## Fiche technique
- Titre original : All the President's Men
- Titre français : Les Hommes du président
- Réalisation : Alan J. Pakula
- Scénario : William Goldman, d'après le livre Les Hommes du président de Carl Bernstein et Bob Woodward
- Photographie : Gordon Willis
- Décors : George Jenkins, George Gaines
- Musique : David Shire
- Montage : Robert L. Wolfe (de)
- Son : Arthur Piantadosi, Les Fresholtz, Rick Alexander et James E. Webb
- Effets spéciaux : Henry Millar
- Producteur : Walter Coblenz (de)
- Société de production : Wildwood Enterprises
- Société de distribution : Warner Bros.
- Pays de production :  États-Unis
- Budget : 8 500 000 $
- Langue originale : anglais
- Durée : 124 minutes
- Genre : thriller, historique, biopic
- Dates de sortie :
  - États-Unis : 9 avril 1976
  - France : 22 septembre 1976
- Affiche : Bill Gold (États-Unis)

## Distribution
- Dustin Hoffman (VF : Francis Lax) : Carl Bernstein
- Robert Redford (VF : Claude Giraud) : Robert « Bob » Woodward
- Jack Warden (VF : André Valmy) : Harry M. Rosenfeld (en), rédacteur chargé des informations locales
- Martin Balsam (VF : Albert Médina) : Howard Simons (en), chef d'édition
- Hal Holbrook (VF : François Chaumette) : « Gorge profonde »
- Jason Robards (VF : René Arrieu) : Ben Bradlee, rédacteur en chef
- Jane Alexander : Judy Hoback Miller (en)
- Meredith Baxter (VF : Béatrice Delfe) : Deborah Sloan
- Ned Beatty (VF : Jacques Ferrière) : Martin Dardis
- Stephen Collins (VF : Pierre Fromont) : Hugh Sloan
- Penny Fuller (VF : Évelyn Séléna) : Sally Aiken
- John McMartin : Scott, le rédacteur chargé de l'étranger
- Robert Walden (VF : Bernard Murat) : Donald Segretti
- Frank Wills (en) : lui-même
- F. Murray Abraham (VF : Maurice Sarfati) : le sergent Paul Leeper
- Nicolas Coster : Markham
- Lindsay Crouse : Kay Eddy
- Valerie Curtin : Miss Milland
- Richard Herd : James McCord
- David Arkin : Eugene Bachinski
- Henry Calvert : Bernard L. Barker
- Dominic Chianese : Eugenio R. Martinez
- Nate Esformes : Virgilio R. Gonzales
- Ron Hale : Frank Sturgis
- James Karen (VF : Raoul Delfosse) : l'avocat de Hugh Sloan
- Gene Lindsey : Alfred D. Baldwin
- Allyn Ann McLerie : Carolyn Abbott
- Jess Osuna : Joe, l'agent du FBI
- Neva Patterson : la femme du Comité de réélection du président
- George Pentecost : George
- Penny Peyser : Sharon Lyons
- Joshua Shelley : Al Lewis
- Ralph Williams : Ray Steuben
- Polly Holliday : la secrétaire de Dardis
- Paul Lambert (en) : le rédacteur chargé du national
- Frank Latimore : le juge
- Gene Dynarski : l'employé de la cour
- Bryan Clark : le procureur
- James Murtaugh : l'employé de la bibliothèque du congrès
- Anthony Mannino et Lelan Smith : les agents procédant à l'arrestation
- John O'Leary et George Wyner : les avocats
- Sloane Shelton : la sœur de Judy Hoback Miller
- Jaye Stewart : le bibliothécaire
- Leroy Aarons : le rédacteur chargé de l'économie
- John Devlin : le rédacteur chargé de la métropole
- John Furlong (en) : le rédacteur chargé des nouvelles
- Stanley Bennett Clay : un assistant du rédacteur chargé de la métropole
- Basil Hoffman : un assistant du rédacteur chargé de la métropole
- Jess Nadelman : un assistant du rédacteur chargé de la métropole
- Richard Venture : un assistant du rédacteur chargé de la métropole
- Wendell Wright : un assistant du rédacteur chargé de la métropole
- Carol Coggin et Shawn Shea : les assistants aux nouvelles
- Laurence Covington : la présentatrice des nouvelles
- Sidney Ganis : le pigiste de Los Angeles
- Jamie Smith-Jackson et Ron Menchine : les bibliothécaires du Post
- Doug Llewelyn : un assistant de la Maison Blanche
- Christopher Murray (en)] : un assistant photographe
- Florence Pepper : la réceptionniste du Post
- Barbara Perlman : la réceptionniste du CRP
- Louis Quinn : le vendeur
- Carol Trost : la secrétaire de Ben Bradlee
- Bill Willens : un hippie
- Donnlynn Bennett, Amy Grossman, Cynthia Herbst, Mark Holtzman, Barbara Lipsky, Jeff MacKay, Irwin Marcus, Greg Martin, Noreen Nielson, Peter Salim, Marvin Smith, Pam Trager : des reporters

## Production

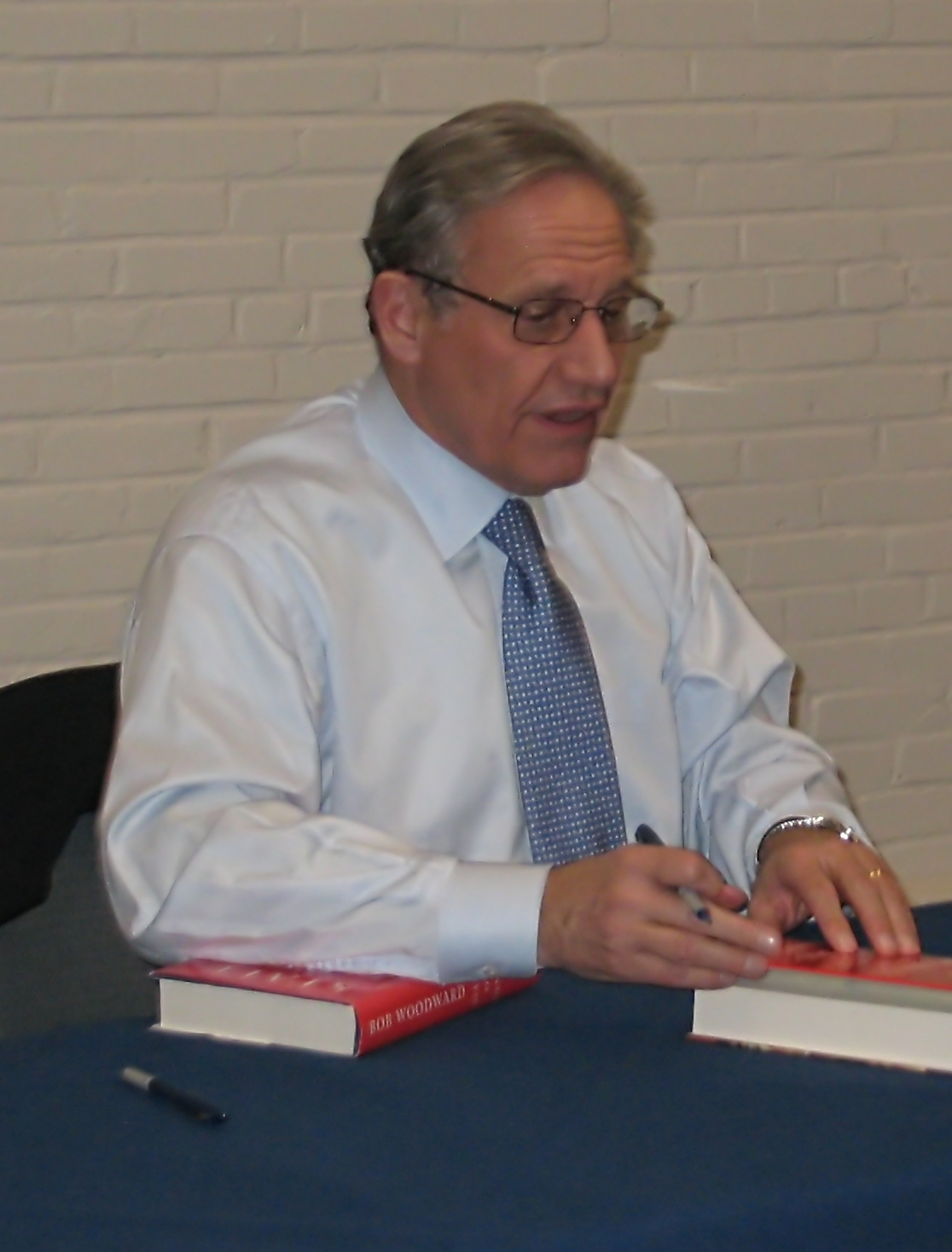
Bob Woodward, ici en 2007

### Genèse et développement
Robert Redford achète lui-même les droits du livre de Bob Woodward et Carl Bernstein en 1974, dans le but de produire un film sur cette histoire. Warner Bros. accepte de financer le projet à condition qu'il soit porté par une grande tête d'affiche.
Le poste de réalisateur a été proposé au Britannique John Schlesinger, qui a refusé en expliquant que le film devait être mis en scène par un américain.

### Attribution des rôles
Hal Holbrook a été choisi pour incarner « Gorge profonde » par Bob Woodward lui-même qui l'a vu en photo et lui a trouvé des ressemblances avec le véritable « Gorge profonde ».
Frank Wills, le gardien de sécurité qui a découvert la serrure crochetée à l'hôtel Watergate, joue son propre rôle dans le film.

### Tournage
Le tournage a eu lieu à Los Angeles, Burbank et Washington de juin à novembre 1975,.
Au cours d'une conférence de presse en 2005, Robert Redford a déclaré que le tournage n'avait pas pu se faire dans la véritable salle de presse du Washington Post parce que plusieurs des employés étaient incapables d'être naturels devant la caméra. La salle a été refaite aux Warner Bros. Studios de Burbank à Los Angeles, ce qui a coûté 450 000 $.
Pendant le tournage à Washington, Robert Redford a loué une chambre à l'hôtel Watergate.

## Box office
Le film génère 70 600 000 $ de recettes (4e film le plus rentable de l'année 1976 aux USA), attirant près de 33 millions de curieux dans les salles obscures.

## Distinctions
Source : Internet Movie Database

### Récompenses
Les Hommes du président a remporté quatre Oscars en 1977 :
- Oscar du meilleur acteur dans un second rôle : Jason Robards
- Oscar de la meilleure direction artistique : George Jenkins et George Gaines
- Oscar du meilleur scénario adapté : William Goldman
- Oscar du meilleur son : Arthur Piantadosi, Les Fresholtz, Rick Alexander et James E. Webb

### Nominations
Il a été nommé pour quatre autres trophées la même année :
- Oscar du meilleur film
- Oscar de la meilleure actrice dans un second rôle : Jane Alexander
- Oscar du meilleur réalisateur : Alan J. Pakula
- Oscar du meilleur montage : Robert L. Wolfe (de)

## Autour du film

L'identité de « Gorge profonde », Mark Felt, ex-no 2 du FBI, a été révélée en 2005.

- La propriétaire du Post, Katharine Graham, d'abord réticente vis-à-vis de la réalisation de ce film, a ensuite changé d'idée et a envoyé une lettre de louange à Robert Redford, acteur et coproducteur.
- C'est le premier film que Jimmy Carter a regardé pendant son mandat présidentiel.
- Le numéro de téléphone de la Maison-Blanche que Redford signale au téléphone est bien celui de la Maison-Blanche: 456-1414.
- Dans le film, lorsque Kenneth Dahlberg déclare à Bob Woodward au téléphone que la femme de son voisin vient d'être enlevée, il ne mentait pas. Le 27 juillet 1972, Virginie Piper, femme d'un important homme d'affaires du Minnesota, avait été kidnappée à son domicile de Minneapolis. Elle fut libérée deux jours plus tard contre une rançon de 1 000 000 $.
- Le 31 mai 2005, Mark Felt a reconnu publiquement pour la première fois qu'il était bien Deep Throat (Gorge profonde), l'indicateur de Bob Woodward. Au moment où le scandale du Watergate a éclaté, il était directeur adjoint au FBI.
- La version originale du film dure 2 h 12. La version française a été amputée de 9 minutes. Toutefois la plupart des scènes coupées n'ôtent rien à la compréhension de l'enquête des deux journalistes.
- Contrairement au livre, le film ne couvre que les sept premiers mois de l'affaire du Watergate, à partir de l'effraction jusqu'à la réinvestiture de Nixon le 20 janvier 1973. La suite des événements est lisible à l'écran à la fin du film, mais ne respecte pas totalement l'ordre chronologique, concluant par la démission de Nixon. Le livre, publié en 1974, paraît avant ce dernier acte.
- Ce film sert de large base à l'action de La Classe américaine (ou Le Grand Détournement), l'enquête sur les derniers mots de « l'homme le plus classe du monde », George Abitbol, étant menée par Redford et Hoffman, via des extraits de ce film.
- Dans le film Est-ce bien raisonnable ? de Georges Lautner, sorti en 1981, on voit plusieurs fois l'affiche du film.